# Rasaratna Samuccaya
Rasaratna Samuccaya, también conocido como Rasaratna Samuchchaya (en sánscrito: रसरत्न समुच्चय), fue un famoso texto científico escrito durante el período tántrico en la India, que da la descripción detallada sobre diversos procesos metalúrgicos complejos, como la elaboración del zinc y otros elementos de conocimiento sobre química.

## Contenido
Entre el diverso contenido científico de este texto se encuentra:
- Acercamiento sistemático a la Ciencia. (Rasaratna Samuccaya 6/2)
- Filosofía de la explicación científica.
- Dos clases de minerales de zinc: calamina y smithsonita. (Rasaratna Samuccaya 2-149)
- Color y naturaleza de los minerales. (Artha-sastra 2 -30)
- Color de los minerales de cobre.
- Propiedades de algunas sustancias químicas, como carbonato de calcio. (Rasaratna Samuccaya 3/130-131)
- Destilación del mercurio. (Rasaratna Samucchaya 3/144)
- Explicación de la corrosión (Rasārṇava 7/97)
- El color de la llama (Rasārṇava 4/51)
- Tres tipos de hierro (Rasaratna Samuccaya 5/69)
- Dos clases de estaño (Rasaratna Samuccaya 5/153-154)
- El plomo (Rasaratna Samuccaya 5/170)
- El zinc metálico (Rasataraṅgiṇi 19/95)
- El latón (Rasendra Cūḍāmaṇi14/154)
- El bronce (Rasaratna Samuccaya 5/205)
- Condiciones de un laboratorio y de las personas que en él trabajan.